# スーパーニュースイマジン
『スーパーニュースイマジン』は、2006年4月3日から2007年3月30日まで1年間に鹿児島テレビで平日夕方に生放送されていた鹿児島県向け夕方ワイド番組である。

## 番組概要
- 鹿児島県では初の2時間枠のローカルワイドニュース番組として、2006年3月31日まで同時間帯で放送されていた『KTSスーパーニュース』をリニューアルする形でスタートした。キャッチコピーは「もっと声を出そう」。

- 通常の放送時間は月曜日から金曜日の16:54 - 19:00。16:55.05 - 17:15頃と17:54.29 - 18:16.55にはフジテレビからの『FNNスーパーニュース』をネットしていた。週末の同時間帯には『FNN KTSスーパーニュースWEEKEND』が放送されていた。

- 番組は『FNNスーパーニュース』のデータ放送を実施していた。また、番組開始時から同年12月25日まではステレオ放送だった（フジテレビからのネット中はモノラル放送）。

- 当番組のタイトルには「FNN」「KTS」の表記は無く、番組表では「Nイマジン」「スーパーニュースイマジン」などと表記された。

- 番組の終了後、18時台の県内ニュースとしては、2007年4月2日から2015年3月27日は同時間帯で再び『KTSスーパーニュース FNN』（17時台は『スーパーニュース』のネット）が放送されるようになり、17時台のコーナーとしては「情報WIDE つぼチャンネル」を放送し番組を分離した。KTS側はこれを「リニューアル」と称しており、番組表上に「終」マークを付していなかった。

## 出演者

### キャスター
- 山本慎一
- 坪内一樹
- 坂口果津奈
- 古木圭介 - 番組開始時にはメインキャスターであったはずが、いつの間にかコメンテーターになっていた。2006年11月に登山で3週間番組を休んだ。
- 上片平健 - スポーツキャスター

### 天気予報担当
- 新井雅則（気象予報士） - 新井はこの番組以前には、テレビ朝日の『スーパーモーニング』や『やじうまプラス』などに出演していた。この番組への出演を機にKTSへ入社した。

### ゲストコメンテーター（初回のみ）
- 稲盛和夫（京セラ名誉会長）
- 宮崎緑（奄美パーク園長）

### 過去のゲスト
- コント55号
- AI
- パラシュート部隊

ほか

## 番組内のコーナー（1回でも放送したものも含む）
- 180万人のイマジン
- イエローカード
- イマジンランキング
- イマスポ!
- 旨いの秘密
- いまじん君の旅
- おたずねケータイ
- 現代人ファイル - 「イマジンファイル」と読む。
- シリーズハマる女
- イマジン文化芸能部

## その他

### 技術関係
- 番組告知CMは、地元FM局のエフエム鹿児島でも放送されていた。

- 番組初回のエンディングテーマは、番組タイトルにもなっている「Imagine」（ジョン・レノン）であった。

- 2006年4月17日放送分からは、名前やニュース項目などが動く形式を採用していた。

- 初期には16:55 - 17:15頃の全国ニュースを途中で中断する形で、県内情報と称して17:54.29まで放送していたが、全国からの飛び降りの境目には最近CM明けに、5月中旬頃からはタイトルCGの小さいバージョン（ジングル付き）が付くようになった。

- 2006年12月1日からの鹿児島親局での地上デジタル放送開始に伴い、サービス放送開始後（同年11月6日）の放送からスタジオ映像がハイビジョン制作になっている。

- 2007年3月23日 - 世界フィギュアスケート選手権2007東京大会の事前特番が放送されたために第1部ネット局は17:15からの放送となり、初めて17時台のローカル枠を休止した。オープニングはこの日に限り、東京発の映像に静止ロゴを被せただけだった。

- 年始の放送で18:00スタートだった場合には、オープニングタイトルは出さずに全編ローカルのヘッドラインを伝えていた。

### 放送事故
- 2006年4月3日の初回放送時の17時台後半ローカルパートでのオープニングでイマジンランキングのタイトル表示が一瞬映るというミスがあった。17時台ニュースの途中には音声が途切れるという放送事故が発生。後で坪内がお詫びのコメント。

- 同年8月には、天気予報のコーナーでKTS本社前からの中継で同様の事故が発生。このときには、CMを挿んでスタジオで放送するといった対応を取った。

- 2006年5月12日には「おタズネケータイ」のコーナーのオープニング時に、「イマジンランキング」のオープニングタイトルが映ってしまった。タイトル表示後、坪内が「ごめんなさい!」とコメントした。しかしその後も、「イマジンランキング」と「おタズネケータイ」のCGが間違って表示されることがあった。